# Katherine Heigl
Katherine Marie Heigl (Washington, SAD, 24. studenog 1978.) je američka glumica.

## Životopis
Nedugo nakon rođenja, roditelji Nancy i Paul su se preselili u New Canaan (Connecticut), gdje je Katherine provela većinu svog djetinjstva. Najmlađa u obitelji, Katherine ima sestru Meg, a brat John je 1986. preminuo od ozljeda zadobivenih u prometnoj nesreći.
Katherine se prvo pojavila pod svjetlima pozornice kao dječji model. U devetoj godini, njezina teta iz New Yorka je za vrijeme posjete obitelji, napravila seriju fotografija s Katherine, koje je nakon povratka, s dozvolom roditelja, poslala brojnim modnim agencijama. Unutar nekoliko tjedana Katherine je potpisala ugovor za Wilhelmina, renomiranu internacionalnu modnu agenciju. Gotovo odmah je napravila svoj prvijenac u reklami za magazin i uskoro je slijedilo i prvo pojavljivanje na televiziji u reklami za Cheerios pahuljice.
Radeći za modnu kuću Sears i Lord And Taylor, Katherine su zapazili filmski producenti, pa 1992. godine debitira na velikom ekranu u filmu That Night, glumeći s Juliette Lewis i C. Thomasom Howellom. Ipak, Katherine je nastavila pohađati New Canaan High School (gdje i diplomira 1996. godine).
1999., Katherine odlučuje proširiti angažman na televiziju, i prihvaća ulogu bahate, a opet ranjive Isabel Evans u Roswell (1999.), seriji koja je spojila teen seriju i sci-fi dramu. Promovirajući ulogu u seriji, Katherine se pojavljuje na naslovnicama magazina poput TV Guide, Maxim, i Teen te je daje intervju na "Later with Greg Kinnear" (1994.) i "The Late Late Show with Craig Kilborn" (1999.). Tijekom tri godine produkcije Roswella, Katherine glumi u još nekoliko filmova.
Tijekom ljeta 2002. godine, Katherine donosi veliku odluku u karijeri kada potpisuje ugovor s William Morris Agency, jednim od najvećih i najprestižnijih agencija u zabavnoj industriji. Časopisi FHM (2005. i 2006.), Stuff (2002.) i Maxim (2007.) uvršavaju je na svoje liste najseksipilnijih žena, a pojavljuje se i na FHM pin up kalendaru.
2005. počinje sa snimanjem Uvod u anatomiju, s ulogom Dr. Isobel "Izzie" Stevens. 2006. snima film Zalomilo se.
16. rujna 2007. osvojila je nagradu Emmy za najbolju sporednu glumicu, sa svojom ulogom Izzie Stevens. Godine 2008. pojavljuje se u filmu Zauvijek djeveruša, nikad nevjesta.

## Privatni život
Za vrijeme snimanja serije 'Roswell', Heigl je bila u vezi s Jason Behrom, jednim od glumaca. 2006. se zaručila za pjevača Josh Kelleya, kojeg je upoznala na njegovom setu za video 'Only You'. Vjenčali su se u prosincu 2007. te preselilu u svoj novi dom Los Feliz, Kalifornija. 
Krajem 2007., Barbara Walters je uvrstila Heigl među "The 11 Most Fascinating People of 2007 " na ABC-ovom programu.

## Filmografija
| Godina | Naslov filma                       | Uloga                          | Bilješka                         |
| ------ | ---------------------------------- | ------------------------------ | -------------------------------- |
| 1992.  | Te noći                            | Kathryn                        |                                  |
| 1993.  | Svijet pod nogama                  | Christina Sebastian            |                                  |
| 1994.  | Moj otac junak                     | Nicole                         |                                  |
| 1995.  | Pod opsadom 2                      | Sarah Ryback                   |                                  |
| 1996.  | Wish Upon a Star                   | Alexia Wheaton                 | prikazano samo na televiziji     |
| 1997.  | Princ Valiant                      | Princess Ilene                 |                                  |
| 1997.  | Stand-ins                          | Taffy-Rita Hayworth's Stand-in |                                  |
| 1998.  | Bug Buster                         | Shannon Griffin                |                                  |
| 1998.  | Chuckyjeva mlada                   | Jade                           |                                  |
| 1998.  | Tempest                            | Miranda Prosper                |                                  |
| 1999.  | Roswell                            | Isabel Evans                   | 1999-2002                        |
| 2000.  | 100 djevojaka                      | Arlene                         |                                  |
| 2001.  | Valentinovo                        | Shelley Fisher                 |                                  |
| 2003.  | Love Comes Softly                  | Marty Claridge                 | prikazano samo na televiziji     |
| 2003.  | Orkanski visovi                    | Isabel Linton                  | prikazano samo na televiziji     |
| 2003.  | Zlo nikad ne umire                 | Eve                            | prikazano samo na televiziji     |
| 2003.  | Critical assembly                  | Aizy Hayward                   |                                  |
| 2004.  | Love's Enduring Promise            | Marty Claridge Davis           | prikazano samo na televiziji     |
| 2005.  | Romy and Michele: In the Beginning | Romy White                     | prikazano samo na televiziji     |
| 2005.  | Nuspojave                          | Karly Hert                     |                                  |
| 2005.  | Specijalci                         | Lynn Sheridan                  |                                  |
| 2005.  | Uvod u anatomiju                   | Dr. Isobel "Izzie" Stevens     | 2005-danas                       |
| 2006.  | Zyzzyx Road                        | Marissa                        |                                  |
| 2006.  | Kofein                             | Laura                          |                                  |
| 2007.  | Zalomilo se                        | Alison Scott                   | plaća: 300,000 $                 |
| 2008.  | Zauvijek djeveruša, nikad nevjesta | Jane                           | glavna uloga, plaća: 6,000,000 $ |
| 2009.  | Gola istina                        | Abby                           | glavna uloga                     |